# Barbara Kopple

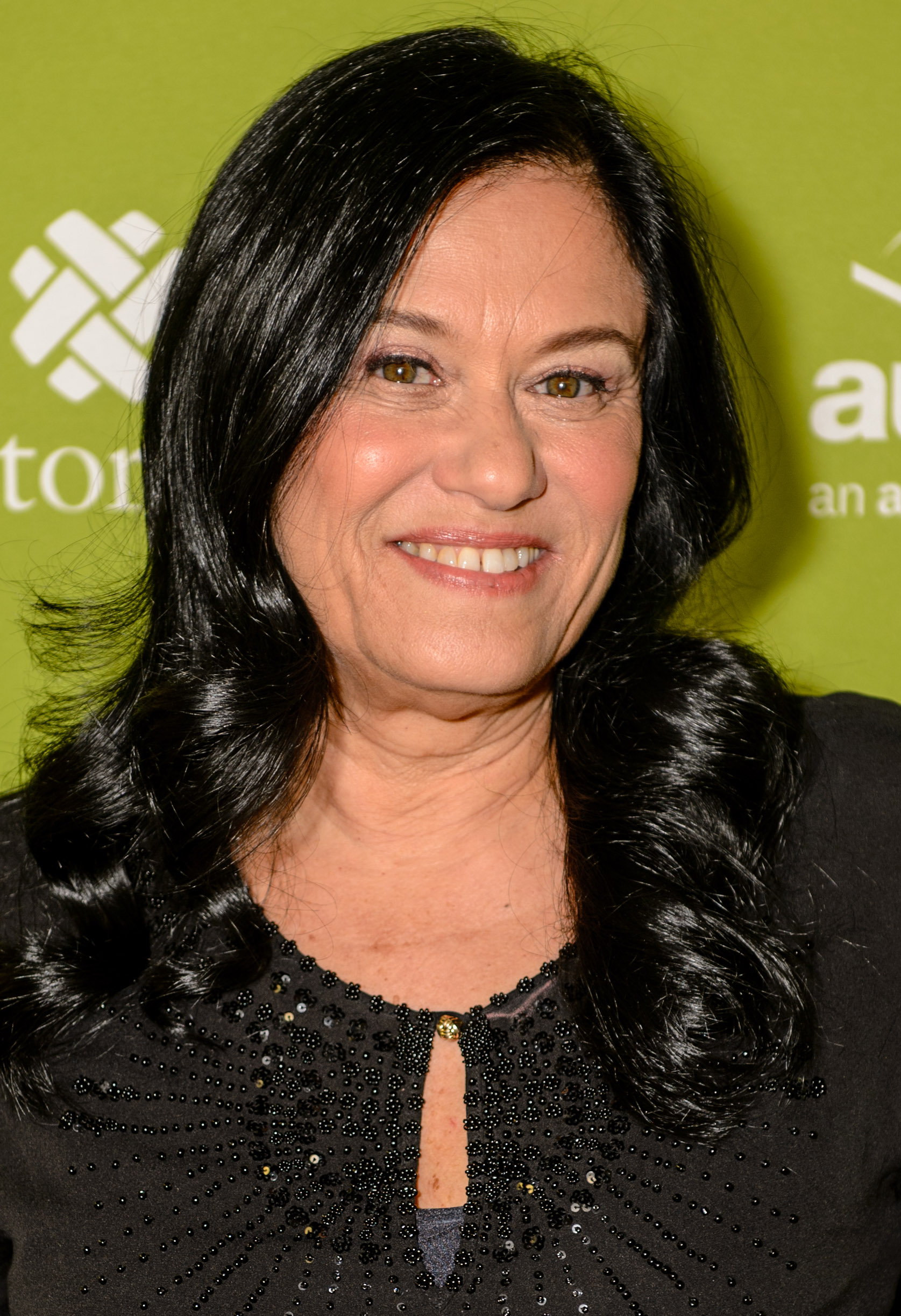
Barbara Kopple (2015)

Barbara Kopple (* 30. Juli 1946 in New York City, New York, USA) ist eine US-amerikanische Filmregisseurin und Filmproduzentin, die zweimal mit einem Oscar ausgezeichnet wurde.

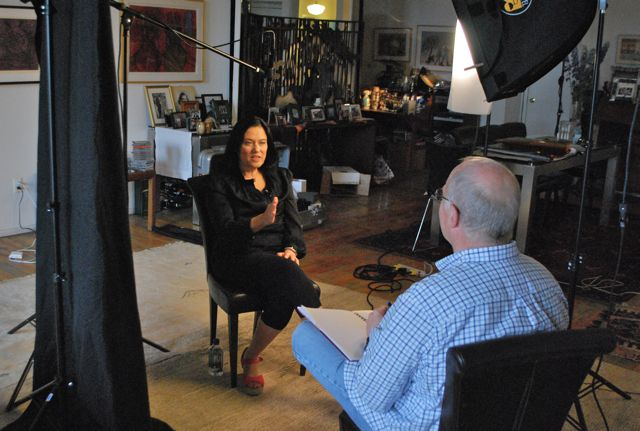
Barbara Kopple im Gespräch

## Leben
Die Dokumentarfilmerin studierte am College von West Virginia Klinische Psychologie. Während ihres Studiums begann Kopple Dokumentationen zu drehen. Im Jahr 1972 ging Kopple nach Kentucky, um den Streik der Bergarbeiter im Harlan County zu dokumentieren. Kopple blieb vier Jahre und veröffentlichte 1976 die Dokumentation Harlan County U.S.A. Die aus der Sicht der Bergarbeiter und deren Familien gedrehte Dokumentation wurde 1977 mit einem Oscar ausgezeichnet.
Kopples 1990 entstandener Dokumentarfilm American Dream über einen Streik von Arbeitern in der Nahrungsmittelindustrie wurde mehrfach ausgezeichnet, unter anderem mit einem Oscar für den Besten Dokumentarfilm.

## Filmografie
- 1976: Harlan County U.S.A.
- 1981: Keeping on
- 1990: American Dream
- 1992: Beyond JFK: The Question of Conspiracy
- 1993: Fallen Champ: The Untold Story of Mike Tyson
- 1994: Century of Women: Sexuality and Social Justice
- 1994: Century of Women: Work and Family
- 1997: Homicide: Life on the Street - The Documentary
- 1997: Wild Man Blues
- 1998: Homicide: Life on the Street - Pit Bull Sessions
- 1999: A Conversation with Gregory Peck
- 1999: Homicide: Life on the Street - Self Defense
- 2000: My Generation
- 2002: American Standoff
- 2002: The Hamptons
- 2004: Bearing Witness
- 2004: Dance Cuba: Dreams of Flight
- 2004: WMD: Weapons of Mass Deception
- 2005: Havoc
- 2006: Shut Up & Sing
- 2008: The DC Sniper’s Wife

## Auszeichnungen (Auswahl)
Academy Awards
- 1977: Auszeichnung Bester Dokumentarfilm für Harlan County U.S.A.
- 1991: Auszeichnung Bester Dokumentarfilm für American Dream

Los Angeles Film Critics Association Awards
- 1977: Auszeichnung mit dem Special Award für Harlan County U.S.A.

Sundance Film Festival
- 1991: Großer Preis der Jury, Publikumspreis und Filmmakers Trophy für American Dream